# Rhaphidophora spathacea
Rhaphidophora spathacea — вид квіткових рослин із родини Araceae, роду Rhaphidophora. Це ліана, рідним ареалом якої є Нова Гвінея, Каролінські острови.